# Novák Dávid
Novák Dávid (szlovénül David Novak) a 18. században élt szlovén költő, aki valamikor a század közepén született az akkor még Zala megyéhez tartozó Sümegen. A szülei a Tótságból kivándorolt vend nyelvű evangélikus szlovénok voltak, akik 1718 után érkeztek Zalába.
Novákról csupán csak annyi ismert, hogy 1774-ben a pozsonyi líceumban tanult. Az akkori szokásoknak megfelelően mint fiatal diák verset írt, ahogy sok más társa. Minden tanuló a maga anyanyelvén tehette ezt meg, Novák pedig vendül írta. A vers a Versus Vandalici, kéziratban maradt fenn. Ahogy a címe is mutatja a vandál kifejezéssel a magyarországi szlovénekre utal, akiket akkoriban a vandálok leszármazottainak láttak, így részben ezért hívták őket vendeknek, így latin nyelvű és más tudományos könyvek mind vandáloknak hívták a szlovéneket. A vers címe magyarul annyit tesz tulajdonképpen, hogy Vend vers, vagy Szlovén vers.
Novák idejében már éledőben volt a vend irodalom. Viszont alkotása azért különleges, mert míg a legtöbb akkori vend nyelvű munka általában szakrális tárgyú volt, addig a Versus Vandalici profán költemény.

## Külső hivatkozás
- Franci Just: Besede iz Porabja, beseda za Porabje, pregled slovstva pri porabskih Slovencih, Franc-Franc Murska Sobota, 2003. ISBN 961-219-070-4